# Money Machine
Money Machine è un singolo del duo statunitense 100 Gecs, pubblicato il 29 maggio 2019 come unico estratto dal primo album in studio 1000 Gecs.

## Video musicale
Il videoclip del brano è stato pubblicato su YouTube il 13 giugno 2019. Esso presenta Brady e Les, membri dei 100 Gecs, come dei «tipi di rapper tosti aggressivi per la videocamera» situati all'interno di un parcheggio per camion. Il video è stato distorto in post-produzione e sono stati aggiunti degli effetti visivi.
Secondo Matt Moen di Paper, «l'effetto complessivo [del video] esiste da qualche parte tra un'allucinazione cibernetica e un meme fritto. È difficile individuare cosa renda dannatamente attraente il video, ma forse è per lo stesso motivo che è così dannatamente divertente».

## Tracce
Testi e musiche di Dylan Brady e Laura Les.
1. Money Machine – 1:54